# Circuito callejero de la Ciudad de Buenos Aires
El Circuito callejero de la Ciudad de Buenos Aires es un circuito de carreras urbano de automovilismo ubicado en la ciudad del mismo nombre. En su historia reciente contó con dos trazados diferentes, ambos creados para disputar una competencia del Súper TC 2000.
El trazado, aunque todos los años es modificado, se caracteriza por estar en lugares muy estrechos con curvas cerradas que son difíciles para los pilotos y a veces terminan con choques como el de Agustín Calamari en 2012.

## Trazado en 2012

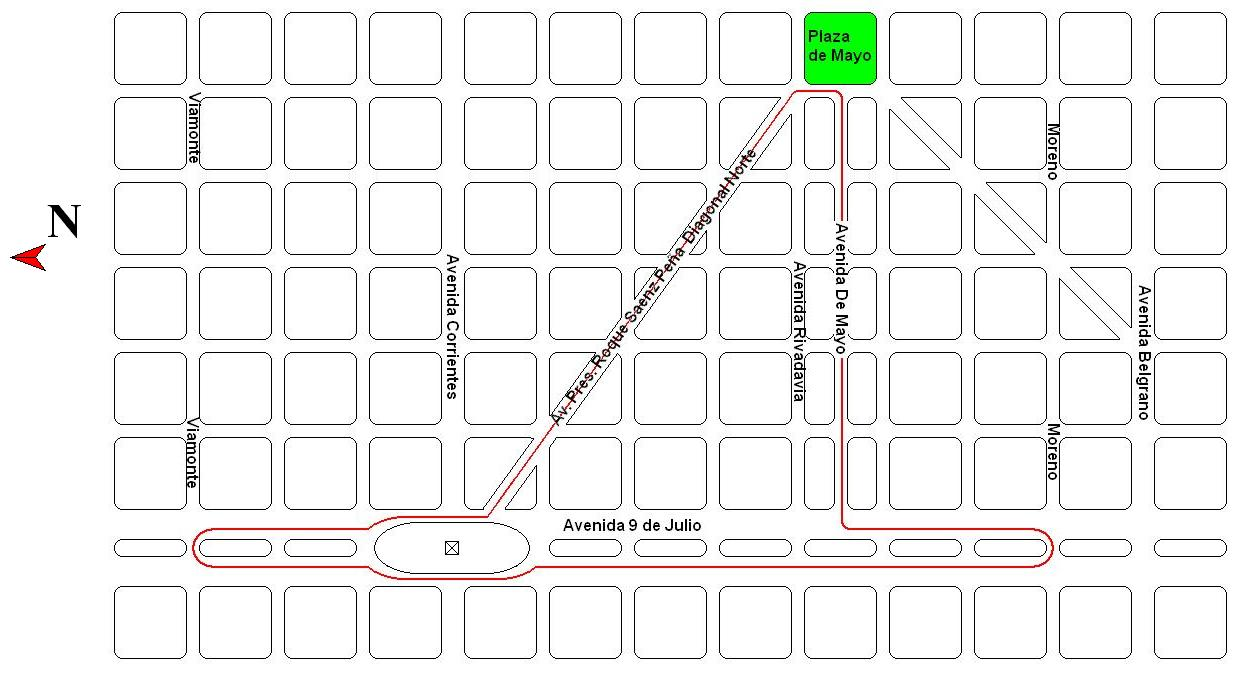
Circuito callejero de la Ciudad de Buenos Aires en 2012.

En el año 2012 el circuito tuvo un recorrido de 3.080 metros  y tuvo como ganador al paranaense Mariano Werner.
La carrera se corrió el 1 de abril de 2012 en las calles del centro porteño pasando alrededor del Obelisco, la Plaza de Mayo, el Cabildo, por la Avenida 9 de Julio, Avenida de Mayo y Diagonal Norte. Los boxes se encontraban sobre la Av. 9 de Julio.
El Gran Premio de Buenos Aires de 2012 formó parte del calendario oficial de la temporada del Súper TC 2000 y fue fiscalizado y aprobado por el Automóvil Club Argentino bajo normas de seguridad de la FIA, aunque al principio antes de que el circuito se empezara a montar hubo fuertes rumores de una posible cancelación, debido a que el trazado no era lo suficientemente seguro y los pilotos podrían salir lastimados ante algún choque contra los muros del circuito.
| Año  | Piloto         | Automóvil      | Equipo                |
| ---- | -------------- | -------------- | --------------------- |
| 2012 | Mariano Werner | Toyota Corolla | Toyota Team Argentina |

## Trazado en 2013

Circuito callejero de Buenos Aires en 2013.

En el año 2013 el circuito cambió su ubicación, esta vez la pista fue ubicada en el barrio de Recoleta.
El trazado se iniciaba frente a la Biblioteca Nacional, sobre Av. del Libertador, giraba hacia el norte en la calle Tagle hasta Avenida Figueroa Alcorta, frente a los estudios de la Canal 7, continuaba frente a la Facultad de Derecho de la UBA hasta la horquilla en la intersección con calle Ayacucho, allí giraba hacia el sur continuando nuevamente por Av. del Libertador. La extensión del trazado es de 2760 metros.
| Año  | Piloto          | Automóvil  | Equipo          |
| ---- | --------------- | ---------- | --------------- |
| 2013 | Facundo Ardusso | Fiat Linea | Equipo Petronas |